# Marathon van Nagoya 1998
De marathon van Nagoya 1998 werd gelopen op zondag 8 maart 1998. Het was de 19e editie van de marathon van Nagoya. Alleen vrouwelijke elitelopers mochten aan de wedstrijd deelnemen. De Japanse Naoko Takahashi kwam als eerste over de streep in 2:25.48. Doordat de wedstrijd tevens dienstdeed als Japans kampioenschap op de marathon veroverde zij hiermee de nationale titel.

## Uitslagen
| rang   | naam               | land | tijd    |
| ------ | ------------------ | ---- | ------- |
| Goud   | Naoko Takahashi    | JPN  | 2:25.48 |
| Zilver | Madina Biktagirova | RUS  | 2:27.19 |
| Brons  | Harumi Hiroyama    | JPN  | 2:28.12 |
| 4      | Tomoko Kai         | JPN  | 2:28.13 |
| 5      | Yukari Komatsu     | JPN  | 2:28.48 |
| 6      | Valentina Jegorova | RUS  | 2:28.51 |
| 7      | Ljoebov Morgoenova | RUS  | 2:28.57 |
| 8      | Mónica Pont        | ESP  | 2:29.10 |
| 9      | Mineko Yamanouchi  | JPN  | 2:29.32 |
| 10     | Masae Ueoka        | JPN  | 2:30.17 |
| 11     | Chihiro Tanaka     | JPN  | 2:31.39 |
| 12     | Mitsuko Sugihara   | JPN  | 2:32.06 |
| 13     | Shiki Terasaki     | JPN  | 2:32.38 |
| 14     | Shizue Takeda      | JPN  | 2:33.01 |
| 15     | Elena Mazovka      | BLR  | 2:33.39 |
| 16     | Krystyna Kuta      | POL  | 2:34.52 |
| 17     | Takako Tobise      | JPN  | 2:35.26 |
| 18     | Hiromi Nakayama    | JPN  | 2:36.22 |
| 19     | Masako Kusakaya    | JPN  | 2:36.48 |
| 20     | Hiromi Sato        | JPN  | 2:36.52 |
| 21     | Ai Sugihara        | JPN  | 2:37.28 |
| 22     | Toshiko Mori       | JPN  | 2:37.41 |
| 23     | Masako Saito       | JPN  | 2:37.58 |
| 24     | Terumi Tada        | JPN  | 2:38.30 |
| 25     | Manami Fujii       | JPN  | 2:39.05 |

1984 ·
1985 ·
1986 ·
1987 ·
1988 ·
1989 ·
1990 ·
1991 ·
1992 ·
1993 ·
1994 ·
1995 ·
1996 ·
1997 ·
1998 ·
1999 ·
2000 ·
2001 ·
2002 ·
2003 ·
2004 ·
2005 ·
2006 ·
2007 ·
2008 ·
2009 ·
2010 ·
2011 ·
2012 ·
2013 ·
2014 ·
2015 ·
2016 ·
2017